# Asmat (volk)

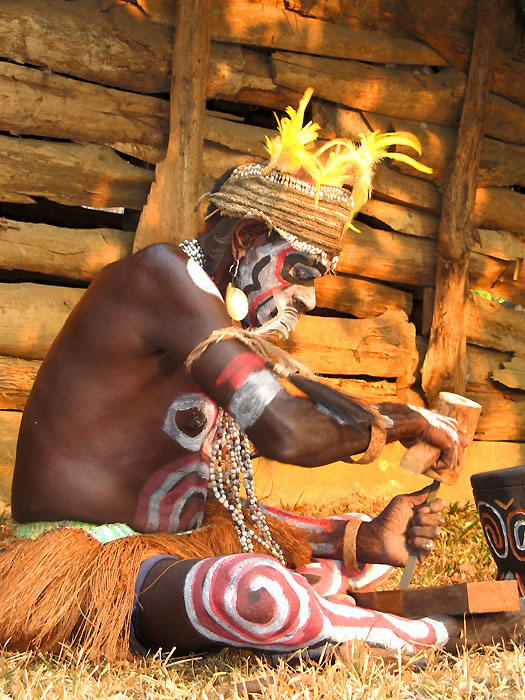
Een Asmat-houtbewerker

De Asmat zijn een volk uit Nieuw-Guinea. Ze overleven in het Nationaal Park Lorentz, in de Indonesische provincie Zuid-Papoea. Hun aantal wordt geschat op ongeveer 70.000. Ze zijn een van de weinige volkeren die nog als traditionele jagers en verzamelaars leven en staan bekend om hun verfijnde houtsnijwerk en het koppensnellen dat tot in de jaren 60 van de twintigste eeuw nog gebeurde.

## Cultuur
De Asmat zijn voor hun levensonderhoud afhankelijk van hun directe omgeving. Hun voedsel bestaat hoofdzakelijk uit sago, vis en wild uit het woud (wilde zwijnen, kasuaris en krokodil). Doordat ze dicht bij het water leven wonen de Asmat in hoge boomhuizen om zich te beschermen tegen overstromingen en vroeger ook tegen koppensnellers uit andere stammen. Polygamie is een veel voorkomend gebruik bij de Asmat, mannen hadden gewoonlijk meerdere vrouwen, die ze overigens ook weer deelden met andere mannen. Door de invloed van missionarissen is dit gebruik afgenomen in de laatste decennia.
Kano's worden gebruikt voor transport naar sago-palmen, visserij en handel met naburige dorpen. De kano's, tussen de 3 en 12 meter lang, zijn ideaal om tussen de mangrove-bossen te manoeuvreren. De grotere kano's (tot 18 meter) werden traditioneel voor de oorlogsvoering gebruikt.

## Kunst

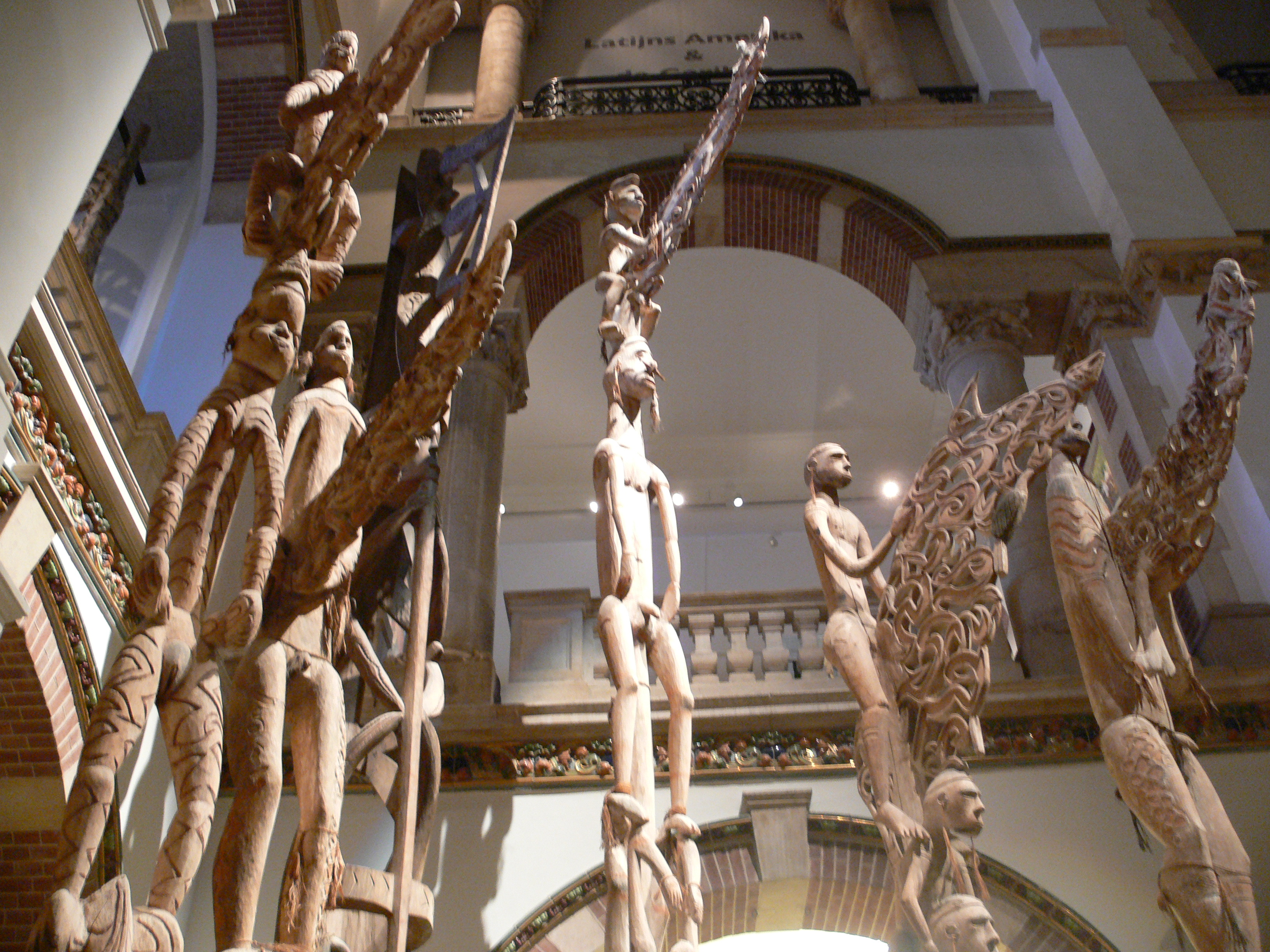
Bisjpalen in het Tropenmuseum

De Asmat staan vooral bekend om hun houtsnijwerk. Met name schilden, voorouderbeeldjes, voorouderpalen (bisjpalen), kanostevens en trommels. Daarnaast is het versieren van schedels ook een bekend Asmat-gebruik. 
De oorlogsschilden worden met angstaanjagende patronen versierd en dienen dan ook hoofdzakelijk als een psychologisch wapen. Veelvoorkomende patronen zijn die van de bidsprinkhaan en de vleerhond. Deze refereren aan koppensnellen. De vrouwelijke bidsprinkhaan bijt tijdens de paring de kop van het mannetje af. De Asmat associëren het fruit dat aan bomen groeit met het hoofd en lichaam. Het plukken van fruit kan dus gezien worden als een onthoofding en de vleerhond eet hoofdzakelijk fruit dat in hoge bomen groeit. 
De voorouderbeeldjes, genaamd korwai zijn vaak klein van formaat. Ze worden door alle volkeren in de naburige omgeving gemaakt, het zijn meestal staande of zittende figuren die een opengewerkt, omgekruld schild dragen. Als er iemand uit de stam overlijdt, wordt er een korwai gemaakt, zodat hierin de ziel van de overleden persoon kan wonen. Deze kan vervolgens om raad gevraagd worden.
Voor het begrafenisritueel worden er enorme voorouderpalen opgericht, bisj genaamd. Het overlijden was vaak het resultaat van een oorlogsstrijd of hekserij en het nemen van wraak was dan ook essentieel voor de familie van de overledene. Deze bisjpalen konden tot 5 meter hoog worden en zijn versierd met afbeeldingen van kano's en voorouders. De paal loopt uit in een enorme penis, waar de schedels van vijanden aan gehangen werden. Nadat de familieleden wraak hadden genomen en het begrafenisritueel was afgerond, werd de paal in de sagopalmbossen achtergelaten, zodat de geest van de dode kon worden doorgegeven aan diegenen die van de sagopalm eten.
De kanostevens worden mani genoemd. Ze hebben de vorm van een mens, vogel of vis en worden rood, zwart of geel beschilderd.
- Gemeinsame Normdatei: 4394284-2
- Bibliotheek van het Japanse parlement: 00577032